# هدهد سليمان
قصة هدهد سليمان هي قصة من قصص القران الكريم التي وردت في سورة النمل ضمن قصة نبي الله سليمان والتي تخللت كيفية اسلام قوم مملكة سبا وملكتهم. وورد في قصة الهدهد استخدام أسلوب التشويق في بداية القصة حينما قال: «فَمَكَثَ غَيْرَ بَعِيدٍ فَقَالَ أَحَطتُ بِمَا لَمْ تُحِطْ بِهِ وَجِئْتُكَ مِن سَبَإٍ بِنَبَإٍ يَقِينٍ». 

## النص في القرآن
قال تعالى في سورة النمل: 
«وَتَفَقَّدَ الطَّيْرَ فَقَالَ مَا لِيَ لَا أَرَى الْهُدْهُدَ أَمْ كَانَ مِنَ الْغَائِبِينَ * لَأُعَذِّبَنَّهُ عَذَابًا شَدِيدًا أَوْ لَأَذْبَحَنَّهُ أَوْ لَيَأْتِيَنِّي بِسُلْطَانٍ مُّبِينٍ * فَمَكَثَ غَيْرَ بَعِيدٍ فَقَالَ أَحَطتُ بِمَا لَمْ تُحِطْ بِهِ وَجِئْتُكَ مِن سَبَإٍ بِنَبَإٍ يَقِينٍ * إِنِّي وَجَدتُّ امْرَأَةً تَمْلِكُهُمْ وَأُوتِيَتْ مِن كُلِّ شَيْءٍ وَلَهَا عَرْشٌ عَظِيمٌ * وَجَدتُّهَا وَقَوْمَهَا يَسْجُدُونَ لِلشَّمْسِ مِن دُونِ اللَّهِ وَزَيَّنَ لَهُمُ الشَّيْطَانُ أَعْمَالَهُمْ فَصَدَّهُمْ عَنِ السَّبِيلِ فَهُمْ لَا يَهْتَدُونَ * أَلَّا يَسْجُدُوا لِلَّهِ الَّذِي يُخْرِجُ الْخَبْءَ فِي السَّمَاوَاتِ وَالْأَرْضِ وَيَعْلَمُ مَا تُخْفُونَ وَمَا تُعْلِنُونَ * اللَّهُ لَا إِلَهَ إِلَّا هُوَ رَبُّ الْعَرْشِ الْعَظِيمِ * قَالَ سَنَنظُرُ أَصَدَقْتَ أَمْ كُنتَ مِنَ الْكَاذِبِينَ * اذْهَب بِّكِتَابِي هَذَا فَأَلْقِهْ إِلَيْهِمْ ثُمَّ تَوَلَّ عَنْهُمْ فَانظُرْ مَاذَا يَرْجِعُونَ» (النمل: 20 ـ 28).

## القصة
في يوم ما تفقد سيدنا سليمان الطير عنده، فلم يجد طائر الهدهد، فسأل عنه وأخذ يتوعده بالعذاب أو الذبح إذا لم يأته بسبب مهم لغيابه دون معرفة سيدنا سليمان بهذا الامر، وجاء الهدهد بعد وقت غير محدد، حيث أخبر نبى الله سليمان بسبب غيابه وهو أنه وجد قوما في «سبأ» يسجدون للشمس من دون الله، ولهم ملكة على عرش عظيم، وكان الهدهد متعجبا من ذلك، فأراد نبى الله سليمان أن يتحقق من ذلك صحة الخبر، وصدق الهدهد، فكتب رسالة إلى ملكة سبأ بلقيس، وأمر الهدهد بأن يلقى بالرسالة إليها، وينتظر ليرى ماذا ستفعل هي وقومها.
ذهب الهدهد برسالة إلى النبي سليمان عليه السلام فألقى بها على الملكة دون أن تراه وانتظر ليرى ماذا ستفعل، أمسكت الملكة بالرسالة وقرأتها فتعجبت وجمعت أكابر مستشاريها، قائلة لهم إنها رسالة من سليمان يدعونا فيها إلى الإسلام فما رأيكم فقالوا لها نحن أقوياء ونجيد الحروب لكن القرار لك أنت.